# Lacul Pângărați
Lacul Pângărați este o arie naturală de protecție specială avifaunistică ce corespunde categoriei a IV-a IUCN (rezervație naturală de tip acvatic), situată în județul Neamț pe teritoriul administrativ al comunei Pângărați.

## Localizare
Arealul se află în partea central-sud-vestică a județului Neamț pe cursul râului Bistrița, între Munții Stânișoarei - aflați la nord și Culmea Goșmanu-Geamăna din Munții Tarcău - aflată la sud, la est de satul Pângărați, lîngă porțiunea Bicaz - Piatra Neamț a drumului național DN15.

## Caracteristici

### Descriere
Rezervația naturală (cu o suprafață de 135 hectare), a fost declarată arie protejată prin Hotărârea de Guvern nr.2151 din 30 noiembrie 2004 (privind instituirea regimului de arie naturală protejată pentru noi zone) și reprezintă un lac de baraj artificial amenajat în anul 1964 pe cursul mijlociu al râului Bistrița, cu scop hidroenergetic.
Altitudinea sa este de 370,6 m, lungimea luciului de apă este de 3700 m, lățimea de 730 m și adâncimea maximă de 14 m.

### Importanță
Pe următoarele 3 lacurile situate în aval de Barajul de la Bicaz (Pângărați, Vaduri, Bâtca Doamnei), ca și o consecință a aportului de ape mai calde din Lacul Izvorul Muntelui - deși mai frecvent se formează gheață la mal - înghețul este de amploare mai redusă. Eventualul pod de gheață format este incomplet, fragil și ușor distrus de dinamica activă a circulației zilnice a apelor cu temperatură mai ridicată. Această condiție alăturată unei clime propice și unor resurse trofice bogate, asigură luciului de apă și împrejurimilor acestuia un mediu favorabil pentru găzduire (iernat), hrană și cuibărit pentru mai multe specii de păsări migratoare de apă ale culoarului est-carpatic. 
Se întâlnesc aici rațe (mare, sunătoare, moțată), lebădă de iarnă, lișite și populații de pescăruș argintiu, dar și exemplare de lebede de vară, corcodel mic, rațe sulițar sau cu cap castaniu, mătăsar, cufundar polar, egretă. Migrația lebedelor pe lacurile din zonă începe în octombrie și se termină la sfîrșitul lui februarie sau, uneori, în martie.
Ihtiofauna ariei naturale este constituită din mai multe specii de pești (oblete, scobar, clean, știucă, caras, ghiborț, biban, plătică, roșioară), iar flora este una specifică zonelor umede.
În anotimpul hibernal, păsările se hrănesc deseori la marginea gheții, iar seara se deplaseaza pe Bistrița în aval și pe afluenții acesteia din zona limitrofă. Când sursele de hrană diminuă datorită stratului de zăpadă persistent, păsările se deplasează pentru hrănire spre fermele zootehnice limitrofe, sau la silozuri și rampe de gunoi, mai puțin în perioadele cu temperaturi foarte scăzute când întreg bazinul acvatic îngheață sau sunt viscole prelungite.

### Interferențe antropice
Mai mulți factori antropici tulbură echilibrul acestor ecosisteme: pășunatul, arderea stufului, vânătoarea, pescuitul, turismul necontrolat, depozitarea necontrolata a deșeurilor. Din păcate prezența păsărilor migratoare ocrotite se asociază și cu fenomenul braconajului.
Activitate antropică ce periclitează cel mai mult situl este depozitarea necontrolată a deșeurilor (ambalaje din plastic și deșeuri provenite din activitate de debitare primară a lemnului). O altă sursă de impact semnificativ negativ este poluarea.